# Trachylepis striata
Trachylepis striata (африканський смугастий сцинк) — вид сцинкоподібних ящірок родини сцинкових (Scincidae). Мешкає в Африці на південь від Сахари.

## Поширення і екологія
Африканські смугасті сцинки поширені від Південного Судану, Джибуті і Сомалі на південь до Анголі, Намібії і Південно-Африканській Республіці. Вони живуть на галявинах тропічних лісах, у вологих сухих саванах, в напівпустелях, на плантаціях і полях. Зустрічаються на висоті до 2800 м над рівнем моря. Живородні.